# Cosmia confinis
Cosmia confinis är en fjärilsart som beskrevs av Herrich-Schäffer 1845. Cosmia confinis ingår i släktet Cosmia och familjen nattflyn. Inga underarter finns listade i Catalogue of Life.